# Suzdal'skij rajon
Il Suzdal'skij rajon (in russo Суздальский район?) è un rajon dell'Oblast' di Vladimir, nella Russia europea; il capoluogo è Suzdal'. Istituito nel 1929, ricopre una superficie di 1.479 chilometri quadrati e ospita una popolazione di 44.000 abitanti.